# Nova Varoš

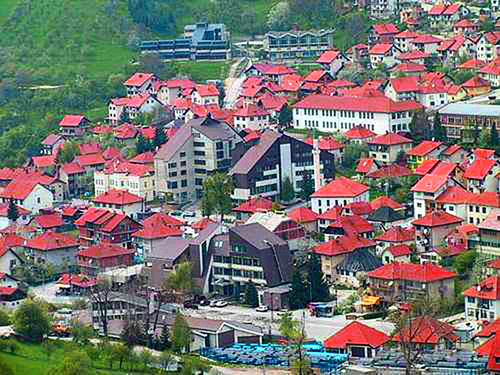
Nova Varoš

Nova Varoš (serbisch-kyrillisch Нова Варош) ist eine Kleinstadt in der südwestserbischen Gebirgsregion zwischen den Gebirgszügen Zlatibor, Murtenica, Javor, Golija und Zlatar, 280 km südlich von Belgrad. Sie ist Verwaltungssitz der gleichnamigen Gemeinde.

## Geographie
Die Stadt wurde auf einer Höhe von 953 m am Fuße des Zlatar-Gebirges errichtet und liegt unweit des Zlatar-Stausees an der Magistrale Belgrad – Bar. In der Umgebung von Nova Varoš befinden sich drei weitere Stauseen – sie dienen hauptsächlich zur Stromerzeugung, werden aber auch touristisch genutzt. Auf Grund seiner hohen Lage gilt die Luft in Nova Varoš als rein, daher entwickelte sich der Kurtourismus und der Wintersport in dieser Region.
Die Fläche der Gemeinde Nova Varoš beträgt 584 km². Administrativ gehört die Gemeinde zum Bezirk Zlatibor (Zlatiborski Okrug).

## Bevölkerung
Laut der Volkszählung von 2022 zählt die Gemeinde Nova Varoš mit der Stadt eine Einwohnerzahl von 13.507 Einwohnern. Im Vergleich zu der Volkszählung von 2011, wo die Einwohnerzahl 16.628 betrug, ging die Einwohnerzahl um 3121 Einwohner zurück. Mit 88,11 % stellen die Serben die größte Bevölkerungsgruppe dar, während die Bosniaken mit 4,98 % die zweitgrößte und die ethnischen Muslime mit 2,28 % die drittgrößte Bevölkerungsgruppe stellen.

## Geschichte
Nova Varoš gehörte bis 1913 unter dem türkischen Namen Yenivaroş zum Sandschak von Novi Pazar.

## Persönlichkeiten
- Nikola Boranijašević (* 1992), Fußballspieler
- Nemanja Nedović (* 1991), Basketballspieler
- Ivan Šaponjić (* 1997), Fußballspieler